# ハテナ/夢みたいだ
「ハテナ／夢みたいだ」（ハテナ／ゆめみたいだ）は、チャットモンチーの13枚目のシングル。2012年5月2日にKi/oon Musicから発売された。

## 解説
2012年第3弾シングル。2007年の「とび魚のバタフライ／世界が終わる夜に」以来5年ぶりの両A面シングルである。
「ハテナ」はガレージロックナンバーで、イントロでは橋本絵莉子がブルースハープを演奏している。一方の「夢みたいだ」は、チャットモンチーがライブの効果音として用いていたアメリカのインディーポップデュオ・Mates of Stateの楽曲「Proofs」に、橋本が日本語詞を付けたカバー曲である。

## 収録曲
- 全作詞：橋本絵莉子

1. ハテナ (4:07)
作曲：橋本絵莉子
TBS系音楽番組『COUNT DOWN TV』2012年5月度オープニングテーマ。
2. 夢みたいだ (2:38)
作曲：Kori Gardner/Jason Hammel
NHK総合テレビバラエティ番組『Shibuya Deep A』オープニングテーマ。
A面曲扱いではあるが、アルバム『変身』には収録されなかった。

## 収録アルバム
- 変身 (#1)
- BEST MONCHY 1 -Listening- (#1)